# Brzezie (gmina Szczerców)
Brzezie – wieś w Polsce położona w województwie łódzkim, w powiecie bełchatowskim, w gminie Szczerców.
W latach 1975–1998 miejscowość należała administracyjnie do województwa piotrkowskiego.